# کاماگ

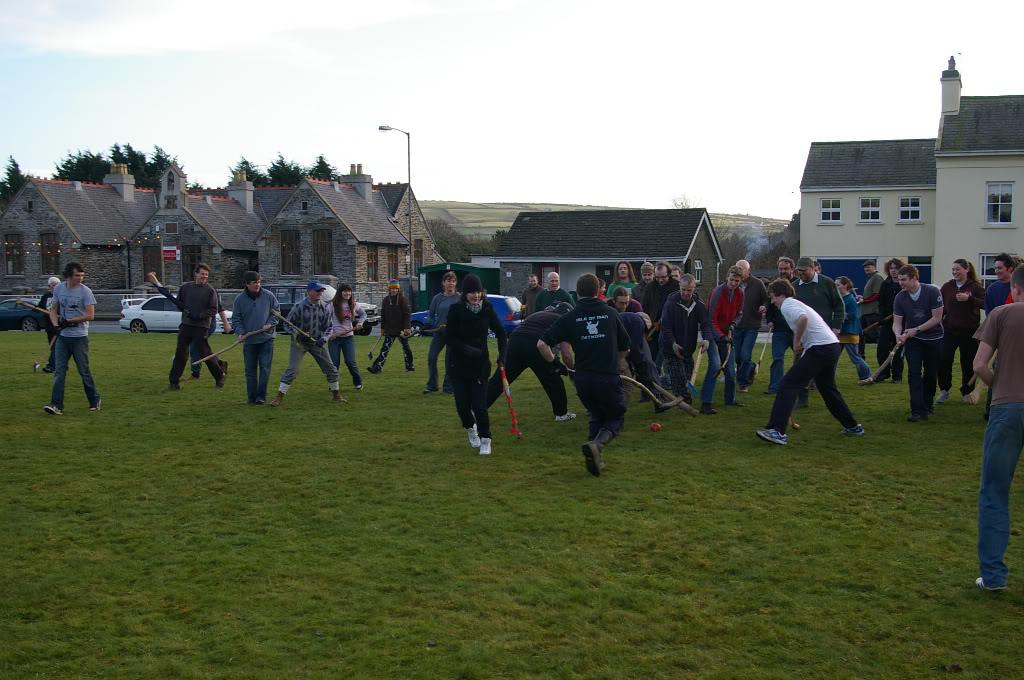
یک بازی کاماگ در سال ۲۰۰۹

کاماگ (به انگلیسی: Cammag) ورزشی تیمی است که پیدایش آن به جزیره من باز می گردد. قوانین این ورزش مشابه قوانین ورزش اسکاتلندی شینتی و ورزش ایرلندی هورلینگ است. این ورزش اولین بار در قرن ۱۹ میلادی برگزار شد.